# X JAPAN

X JAPAN(엑스 재팬)은 1982년 치바현에서 드러머 겸 피아니스트 요시키와 보컬리스트 토시를 중심으로 결성된 일본의 록 밴드이다.
엑스 재팬의 결성 당시 밴드명은 X였다. 그러나 미국 밴드 X와 밴드명이 동일하여 1992년에 엑스 재팬으로 밴드 명을 바꾸었다. 엑스 재팬은 하드 록과 파워 메탈(스피드 메탈), 프로그레시브 메탈 음악과 동양의 서정적 요소가 가미된 발라드 형식의 록 음악 등을 추구했다. 활발한 활동으로 많은 인기를 끌었으나 1997년 해체를 맞게 되었다. 10년이 지난 2007년에 영화 쏘우 4의 엔딩테마인 신곡 〈I.V.〉를 발표하며 재결성하였다.

## 활동

### 결성 이전
요시키와 토시는, 4살때부터 록에 관심을 갖게 되어 키스의 이야기를 하며 친분을 쌓으며 초등학교 6학년 때에 함께 밴드를 결성 하기로 약속한다.
중학생 시절 밴드“다이너마이트(DYNAMITE)”(1978년 ~ 1980년), “노이즈(NOISE)”(1980년 여름 ~ 1982년) 등을 결성, 중학교의 여행이나 졸업식에 하는 송별회 때 라이브를 했었다.
밴드의 보컬리스트가 다른 중학교로 전학을 가버려, 당초 기타였던 Toshl가 보컬 파트를 맡게 되었다. 진학률이 높은 고등학교로 유명한 안보 고등학교에 진학한 Toshl와 요시키는 그 후도 밴드를 계속했지만 진학 문제로 다른 멤버가 탈퇴, 다른 학교의 멤버를 더해 1982년에 엑스를 결성하였다.

### 초기 (1982년 ~ 1987년)
엑스 재팬으로 이름을 바꾸기 전의 엑스는 요시키와 토시가 1982년 고등학교 시절에 결성한 밴드 Noise에서 시작된다. 1984년에 요시키와 토시는 음악 경험과 공부를 위해 도쿄로 떠났다. 엑스는 도쿄의 한 라이브 하우스에서 공연을 시작했고, 이때 몇 명의 멤버가 들어오면서 엑스의 첫 번째 라인업(밴드 구성원)이 결성되었다.
1985년 6월에 엑스는 첫 번째 싱글 《I'LL KILL YOU》를 발매하였는데, 예상외로 판매량이 좋아 엑스의 인지도가 높아지기 시작했다. 또한 그 해 11월에 컴필레이션 앨범인 《Heavy Metal Force 3》에 참여하면서 요코스카 샤벨 타이거의 멤버인 히데를 만나게 된다. 같은 달에는 베이시스트인 타이지가 엑스에 들어왔으나 곧 요시키와의 음악적 견해 차이로 밴드를 떠나게 된다. 이 동안에 라인업은 계속 교체되었다.
엑스가 계속 음반을 확실히 발매할 수 있도록, 요시키는 같은 해인 1985년에 인디 레이블 업체인 엑스타시 레코드를 창업하고, 이듬 해엔 더 큰 레이블 업체의 도움을 받아 싱글인 《Orgasm》을 발매했다.
1986년 말, 요시키와 타이지는 음악적 견해를 공유하기 시작했고, 곧 타이지는 엑스에 다시 들어오게 되었다. 1987년 1월에 요시키는 주디라는 밴드의 리더인 파타를 접하게 되었고, 그에게 헤비 메틀 샘플 앨범인 《Skull Thrash Zone Volume Ⅰ》에 참여할 것을 청했다. 마침 엑스에 기타리스트가 부족했기 때문에 파타는 앨범 참여에 동의하였다. 이 때의 엑스와의 음악 활동이 바탕이 되어 파타는 엑스에 참여하게 된다.
그해 1월 28일, 히데가 있던 밴드 요코스카 샤벨 타이거가 해체되었다. 이 소식을 들은 요시키는 그 밴드의 기타리스트였던 히데에게 엑스의 기타리스트로 들어올 것을 청했고, 히데는 엑스에 들어왔다. 히데가 엑스에 들어온 직후 파타도 엑스에 참여하게 되어, 이 때에 엑스의 라인업은 엑스의 전성기라 할 수 있을 만큼의 최고의 멤버들로 이루어지게 되었다.

### 전성기 (1988년 ~ 1992년)
1988년 4월 14일, 엑스의 데뷔 앨범인 《VANISHING VISION》이 엑스타시 레코드에서 발매되었고, 300시간 만에 전량 매진되었다.
6월엔 “Vanishing Tour”라는 전국 투어 콘서트를 시작했고, 10월엔 “Burn Out Tour”를 일본 주요 도시에서 개최하였다. 또한 엑스는 1988년에 코미디극인 “도쿄 팝”에 참여하였다.
인디 밴드 대회에서 우승한 후, 엑스는 소니 레코드와 계약을 맺었고, 1989년 4월 21일에 메이저 데뷔 앨범인 《BLUE BLOOD》를 발매했다. 3월엔 “Blue Blood Tour”를 시작했다. “Blue Blood Tour”와 “Rose & Blood Tour”에서 싱글인 《紅》과 《ENDLESS RAIN》이 발매되어 일본 음악 차트에서 상위권에 머물렀고, 이들의 대표곡이 되었다. 또한, “Blue Blood Tour”의 실황을 담은 비디오인 “Blue Blood Tour Bakuhatsu Sunzen Gig”가 나왔으며, 후엔 DVD로도 출시되었다. 그 해 엑스는 여러 개의 상을 수상하였고 많은 인기를 구가하였다.
“Rose & Blood Tour” 콘서트 도중, X는 한차례 위기를 맞는데, 투어 공연으로 요시키의 건강이 악화되었기 때문이다. 투어 콘서트는 부도칸과 오사카조 홀에서 2회의 라이브 공연을 마친 1990년 3월에 재개되었다. 엑스는 이어서 1990년 11월 24일에 미국 로스앤젤레스에서 다음 앨범인 《Jealousy》 제작 작업에 들어갔다.
《Jealousy》는 1991년 7월에 출시되었고, 5만명을 수용할 수 있는 일본 최대의 라이브 공연장인 도쿄 돔에서 새 앨범 발매 후 첫 번째 공연을 실시했다. 1992년에는 3일 연속으로 두 번째 도쿄돔 공연을 하게 되는데, 타이지는 2017년 개봉된 영화 WE ARE X에서 밝힌 바와 같이 말할 수 없는 타이지의 사유로 인하여 요시키에게 도쿄의 한 선술집에서 해고를 맞게 되었다. 해고를 듣게 된 타이지와 해고를 한 요시키사이에 주먹다툼이 있었지만 이내 둘은 함께 울었다고 한다. 타이지를 해고하지 않으면 엑스를 해체해야 할정도의 일이었다고 하지만 직접적인 이유에 대해서 요시키는 타이지를 보호하듯 답을 피하였다. 타이지는 엑스에서 해고된후 후 밴드 Loudness와 D.T.R, Cloud Nine, 音風, The Killing Red Addiction, TAIJI with HEAVENS, TSP에서 활동한다.
1992년에 엑스는 미국 진출을 위해 미국의 펑크 록 밴드인 엑스와 이름이 겹칠것을 우려, 엑스 재팬으로 그룹명을 개명한다. 이와 동시에 탈퇴 한 타이지의 자리에 새 베이시스트 히스를 영입하게 되었다.

### 변화와 해체 (1993년 ~ 1997년)
다음 앨범 발매를 위해, 엑스 재팬은 소니 레코드를 떠나 아틀란틱 레코드와 계약을 맺는다. 《ART OF LIFE》는 1993년 8월에 발매되었는데, 이 앨범에는 29분 길이의 앨범과 동명의 한 곡만 수록되어 있다. 〈ART OF LIFE〉는 라이브 공연으로 단 3번만 공연되었을 뿐이다. 그 이후, 멤버들은 각자 자신들의 프로젝트에 임하게 된다. 히데는 1994년에 첫 솔로 앨범인 《Hide Your Face》를 냈는데, 이 앨범은 엑스 재팬과는 다른 음악, 더 자세히 말하자면 얼터너티브 록이 가미되어 있었다. 요시키는 밴드 퀸의 드러머 로저 테일러와 싱글 〈Foreign Sand〉를 같이 작업하고 일본 대표로 키스의 헌정 앨범인 《Kiss My Ass: Classic Kiss Regrooved》의 수록곡인 〈Black Diamond〉의 오케스트라 파트를 맡았다. 엑스 재팬의 노래들을 클래식으로 편곡한 앨범인 《Eternal Melody》 또한 발매되었다. 이는 런던 필하모닉 오케스트라와 Graham Preskett, Gavin Greenaway 그리고 비틀즈의 프로듀서였던 조지 마틴이 편곡, 작업한 것이다.
《DAHLIA》의 레코딩이 끝나지 못한 채로, 1995년 11월, 전국 투어 《DAHLIA TOUR1995-1996》를 개최. 요시키의 컨디션이 양호하지 못해, 1~2주마다 1개의 장소에서 2일공연으로 비교적 느슨한 일정이었지만, 1995년 12월, 센다이 공연의 중지. 1996년 3월 14일, 나고야 공연 2일째에 요시키가 라이브중 목 디스크가 재발 되어, 이후의 투어는 모두 중지되어 사실상 투어가 종료 된다. (열 여덟 공연 중, 일곱 공연이 중지가 되어 버렸다.)
1996년, 엑스 재팬이 3년간 작업한 첫 번째 스튜디오 앨범인 《DAHLIA》가 발매되었다. 또한 이 때부터 엑스 재팬은 파격적인 의상을 대신하여 각자 원하는 평범한 패션으로 활동하기 시작했다. 《DAHLIA》는 1997년 해체 전의 엑스 재팬 마지막 정규 앨범이 되었다. 엑스 재팬의 해체설은 단지 소문에 불과했으나, 1997년 9월22일에 엑스 재팬이 토시 없이 공식 기자 회견을 열면서 해체설은 소문만이 아님이 증명되었다. 엑스 재팬은 결국 그 해 12월 31일에 도쿄 돔에서 마지막 콘서트인 “THE LAST LIVE~최후의 밤~을 열었다.
토시는 2014년 자신이 낸 책 "세뇌"를 통해 본인의 사이비 종교로부터의 시달림에 대해 말했다.
그 책에서 토시는 사이비종교 압력에 액스재팬을 탈퇴하기에 이르렀다고 밝혔다.
그는 자신의 삶과 깊은 내면이 사이비종교의 만행으로 피폐해지게 되었다고 했는데, 2011년 사이비종교 탈출 재판 등을 통해 사이비종교에서 빠져나왔다고 한다.
그 일을 배경으로 그가 쓴 책 "세뇌"가 2014년도에 나오게 되었다.
그 후 그는 점점 자신의 삶을 찾아가고 있다.

### 해체 이후 (1998년 ~ 2007년)
해체 이후에도 엑스 재팬의 컴플레이션 음반과 라이브 음반은 계속 발매되었다. 해체 이후의 엑스 재팬의 멤버들은 다양한 프로젝트에 임했다. 히데는 계속해서 전에 자신이 소속했던 밴드의 인원 일부가 포함된 Spread Beaver라는 밴드와 함께 솔로 활동을 계속 했다. 싱글인 《ROCKET DIVE》로 성공을 거두게 되고 1998년 그의 유작인 《PINK SPIDER》는 처음이자 마지막으로 밀리언 셀러로 기록된다. 그리고, 1997년 2000년에 재결성을 염두에 두고 엑스 재팬은 해체되었지만, 1998년 5월 2일 히데의 죽음으로 사실상 이룰 수 없는 일이 되어버린다.
토시는 여러 개의 솔로 앨범을 발매하고 각지의 사회 봉사시설이나 대형마트행사 등을 방문하며 1999년부터 2003년까지 여러차례 라이브를 열었다고 한다. 이 활동은 사이비종교 홍보목적겸 앵벌이라고 알려졌다.
파타와 히스는 스프레드 비버의 프로그래머인 I.N.A.와 함께 2001년에 Dope Headz라는 밴드를 결성하여 2개의 음반을 발표했으나 보컬의 잇단 탈퇴로 활동을 곧 접어야 했다. 히데의 헌정 음반인 《hide Tribute Spirits》에 참여하기도 했다.
히스는 이후 솔로 활동으로 전향했고, 파타는 Ra:IN에 스프레드 비버에서 건반을 맡고 있는 D.I.E와 여러 사람들과 함께 참여했다.
요시키는 히데의 사망과 엑스 재팬의 해체후 몇 년간 미국에서 지내며 드럼을 연주하지 않았다. 그 후 몇 년간 요시키는 globe라는 팝 밴드에 가입하여 잠깐 활동하고, 한국의 그룹인 트랙스의 음반 프로듀서, 〈카타콤베〉에서 음악 감독을 맡기도 했다. 2007년 5월 25일에는 스킨을 결성했으며, 이 밴드엔 일본의 아티스트인 각트와 미야비, LUNA SEA의 기타리스트 스기조가 참여했다. 스킨은 그 해 6월 29일 캘리포니아의 롱 비치의 애니메 액스포에 참여했다.

### 재결성 (2007년 ~)
2007년 2월, 토시를 통해 23개국에서, 그리고 히데를 추모하는 곡인 〈Without you〉를 포함한 새 베스트 앨범을 발매할 것이라고도 발표했다. 〈I.V.〉와 〈Without you〉는 영어와 일본어 두 버전의 곡이 녹음, 발매될 것이나, 언제 출시할지는 구체적으로 언급은 하지 않았다. 토시는 또한 마이 스페이스의 일본 록 레볼루션과 함께한 인터뷰에서 요시키와는 별개의 몇 개의 신곡을 낼 것이라고 밝혔다. 발매 직후 I.V.는 일본 아이튠스 차트에서 엑스 재팬의 이전 노래들과 함께 높은 순위를 기록했다. 〈Rusty Nail〉은 10위권으로, 〈Forever Love〉는 재편곡된 동일곡과 함께 20위권으로, 〈THE LAST SONG〉과 〈Scars〉는 100위권에 진입했다. 다른 나라에서는 엑스 재팬의 노래가 순위권에 진입하는 데에는 실패했으나 미국 아이튠스 스토어의 "What's Hot(화제의 노래)" 코너에 들어갔다.
2008년 3월 28일부터 30일까지 도쿄 돔에서 엑스 재팬 콘서트가 열렸다. 28일엔 〈파괴의 밤〉, 29일엔 〈무모한 밤〉, 30일엔 〈창조의 밤〉이라는 이름으로 3일 연속으로 개최했으며, 히데의 빈자리엔 생전에 연주했던 부분을 재생하거나 LUNA SEA의 기타리스트 스기조가 대행하여 연주하였다.
그 해 4월 3일에 요시키는 기자 회견을 통해 7월 5일 파리 재팬 엑스포 공연, 9월 13일 뉴욕 메디슨 스퀘어 가든 공연을 예정했으며, 아시아 지역에서도 공연할 뜻을 밝혔다. 그리고 엑스 재팬 베스트 앨범을 세계 각지에서 발매할 예정이며, 새로운 멤버 영입 가능성을 비쳤다. 5월 4일에는 도쿄 도쿄 스타디움에서 행해진 히데 사망 10주기 추모 라이브인 〈hide memorial summit〉에서 엑스 재팬은 요시키가 히데를 추모하며 지은 곡인 〈Without you〉, 히데의 솔로 음반에 수록된 곡인 〈PINK SPIDER〉등을 연주하였다.
요시키의 병세가 약화된 2008년 후반기, 엑스 재팬은 다시금 해외 투어 추진 계획을 밝혔고 이 해 말부터 시작되었다. 2009년 3월 21일, 22일에는 최초로 한국투어가 예정되어 있었으나, 멤버 히스의 소속사와 문제가 생겨 내한 공연은 취소되었으나 2011년 콘서트가 대한민국 서울에서 열리게 되었다.
2009년 5월 2일부터 5월 3일까지 가졌던 도쿄돔 공연에서 요시키는 히스를 설득하여 탈퇴를 막았다고 발표했으며, 스기조가 엑스 재팬의 여섯번째 멤버로 영입 되었음을 알렸다. 또한 신곡 <JADE>를 라이브로 선보였다. 5월 30일에는 중화민국에서 2만여명의 관객을 동원해 성황리에 이뤄졌고, 10월에는 파리에서 공연 할 예정이었다.
리더 요시키의 지병인 경추 척추간반 헤르니아가 악화, 손의 떨림과 마비로 인해 드럼의 연주에 지장을 초래하게 되어 2009년 7월 27일 미국 캘리포니아주 비버리 힐즈의 한 병원에서 경추추간 구멍 절제 수술을 받게 되고 X JAPAN의 모든 활동이 중지된다.
8월 22일 X JAPAN Film Gig ~스즈카의 밤~에 요시키와 토시가 깜짝 등장하여 10월로 예정된 프랑스 라이브의 연기와 연내 라이브 개최를 선언, 요시키의 피아노 반주에 맞춰 토시가 ENDLESS RAIN을 불렀다.
2010년 여름, 미국 Lollapallooza 페스티발에 참여해 미국에서의 첫 공연을 가지며 신곡 Born To Be Free와 제목이 알려지지 않은 새 오프닝곡(이후 요시키 솔로앨범 <YOSHIKI Classical>에 Miracle이라는 곡명으로 수록)을 공개했다.
같은해 8월 14, 15일에는 요코하마 닛산 스타디움에서〈X JAPAN 초강행돌파 칠전팔기 ~세계를 향하여~ 재회의 밤, 한여름의 밤〉 2일 연속 공연을 개최, 전 베이시스트인 타이지가 게스트로 참여하였으며 이는 타이지가 X JAPAN과 함께한 마지막 공연이 되었다. 10월부터는 북미투어를 감행, 성공리에 투어를 마치게 된다.
2011년 일본 애니메이션 붓다의 테마곡으로써 X JAPAN의 신곡 Scarlet Love song이 수록되었다.
같은 해 10월 28일에 올림픽 체조경기장에서 X JAPAN WORLD TOUR Live 2011 Southeast Asian Tour의 일환으로 2011 X JAPAN Live in Seoul을 진행하였다.
2014년에는 활동을 재개해, 6월에 전세계 첫 베스트 앨범 <THE WORLD>가 발매되었으며, 히데 추모곡인 WITHOUT YOU가 2009년 타이완 라이브 버전으로 수록되었다.
같은 해 9/30,10/1 이틀에 걸쳐 〈X JAPAN WORLD TOUR Live 2014 at Yokohama Arena ~메디슨 스퀘어 가든 전초전~〉 2일 연속 공연을 개최 신곡인 HERO와 Beneath The Skin을 공개했으며, 10/11에는 뉴욕 메디슨스퀘어가든에서 성공리에 공연을 개최하였다.
그후 엑스재팬은 2017년 3월 3일 영국 록의 성지 '웸블리 아레나'에서 1만 2천 명의 관객을 동원하며 라이브 공연을 성공리에 마쳤다.
또 같은 달 발매된 'WE ARE X'의 사운드트랙은 발매 직후 영국 록 앨범 차트 1위에 올랐으며 영국 내 전체 앨범 차트에서도 27위를 기록하기도 했다.
또한 다큐멘터리 영화 'WE ARE X'는 히데와 타이지 등 멤버 2명의 죽음과 보컬 토시의 세뇌 소동, 결성과 비극적 해체, 재결합 등 엑스재팬의 지난 30년간의 스토리를 다룬 다큐멘터리 영화 로 일본 한국등 전세계에서 개봉했다.
2017년 7월 14일부터 3일간 어쿠스틱 라이브를 하였다. 요시키의 건강 악화로인해 드럼을 칠 수 없게 되자 급 변경되었다.

## 구성원
다른 일본 밴드들처럼, 엑스 재팬의 타이지와 요시키를 제외한 나머지 멤버들은 예명을 사용했다.
- 하야시 요시키( 林佳樹) (드럼, 피아노)
- 토시(데야마 토시미츠, 出山利三) (보컬)
- 파타(이시즈카 토모아키, 石塚智昭) (기타)
- 스기조(스기하라 유네,杉原有音) (기타, 바이올린)

### 이전 구성원
엑스 결성 때부터 밴드를 거쳐갔던 구성원들이다.
- 테리 (기타리스트, 1982 ~ 1985)
- 토모 (기타리스트, 1984)
- 토쿠오 (베이시스트, 1984, 1985)
- 아츠시 (베이시스트, 1985)
- 에디 (기타리스트, 1985)
- 하리 (기타리스트, 1985)
- 젠 (기타리스트, 1985 ~ 1986)
- 히카루 (베이시스트, 1985 ~ 1986)
- 준 (기타리스트, 1986)
- 케리 (기타리스트, 1986)
- 사토루 (기타리스트, 1986)
- 이사오 (기타리스트, 1986 ~ 1987)
- 히데(기타리스트, 1980 ~ 1998)
- 타이지 (베이시스트, 1980 ~ 2011)
- 히스(모리에 히로시, 森江博) (베이스)(1992-2023)

## 대마신오인조(大魔神五人組)
대마신5인조라는 명칭은 엑스 시절 엑스의 각 멤버들이 팬 서비스로서 이벤트성으로 담당 파트를 변경한 상태를 칭하는 것인데, 이름의 유래는 1989년 8월 28일 오사카 AM홀에서의 비밀 라이브 중 T. Rex의 20th CENTURY BOY를 각자의 연주 담당 파트를 바꿔 라이브한 것을 두고 대마신5인조라고 칭한 것에서 비롯된 것이다. 이 대마신5인조는 1988. 12. 31. 엑스타시 서밋트, 1989년 8월 28일 오사카 비밀라이브 1991. 10. 19. 일청파워스테이션 1991. 11. 17. 시부야 에그맨 1992. 1. 5. 파멸을 향하여에서 선보였다.
파트 체인지 1
- 보컬 : 히데
- 기타 : 요시키
- 기타 : 토시
- 베이스 : 파타
- 드럼 : 타이지

파트 체인지 2
- 보컬 : 히데
- 기타 : 요시키
- 기타 : 타이지
- 베이스 : 파타
- 드럼 : 토시

## 음반 목록

### 앨범
- 《VANISHING VISION》 (1988년 4월 14일, 인디앨범)
- 《BLUE BLOOD》 (1989년 4월 21일)
- 《Jealousy》 (1991년 7월 1일)
- 《ART OF LIFE》 (1993년 8월 25일)
- 《DAHLIA》 (1996년 11월 4일)
- 《BLUE BLOOD (리마스터링 특별한정 재판매판)》 (2007년 2월 14일)
- 《Jealousy (리마스터링 특별한정 재판매판)》 (2007년 2월 14일)

### 싱글
- 《I'LL KILL YOU》 (1985년 6월 15일)
- 《Kurenai》 (1989년 9월1일)
- 《ENDLESS RAIN》 (1989년 12월 4일)
- 《WEEK END》 (1990년 4월
- 《Silent Jealousy》 (1991년 9월 11일)
- 《Standing Sex》 (1991년 10월 25일)
- 《Say Anything》 (1991년 12월 1일)
- 《Tears》 (1993년 11월 10일)
- 《Rusty Nail》 (1994년 7월 10일)
- 《Longing 〜중단된 melody〜》 (1995년 8월 1일)
- 《Longing 〜절망의 밤〜》 (1995년 12월 11일)
- 《DAHLIA》 (1996년 2월 26일)
- 《Forever Love》 (1996년 7월 8일)
- 《CRUCIFY MY LOVE》 (1996년 8월 26일)
- 《SCARS》 (1996년 11월 18일)
- 《Forever Love (Last Mix)》 (1997년 12월 18일)
- 《THE LAST SONG》 (1998년 3월 18일)
- 《Forever Love (재발매)》 (1998년 7월 22일)
- 《SCARS (재발매)》 (1998년 7월 22일)
- 《Forever Love" (재발매)》 (2001년 7월 11일)
- 《「I.V.」》 (2008년 1월 23일/iTunes 한정 발매)
- 《Scarlet Love Song》 (2011년 6월 8일/iTunes 한정 발매)
- 《JADE》 (2011년 6월 28일/iTunes 한정 발매)
- 《BORN TO BE FREE》 (2015년 11월 6일/iTunes 한정 발매)

### 라이브 앨범
- 《On the Verge of Destruction 1992.1.7 Tokyo Dome Live》 (1995년 1월 1일 발매)
- 《LIVE LIVE LIVE TOKYO DOME 1993-1996》 (1997년 10월 15일)
- 《Live Live Live Extra》 (1997년 11월 5일)
- 《LIVE IN HOKKAIDO 1995.12.4 BOOTLEG》 (1998년 1월 21일)
- 《ART OF LIFE LIVE》 (1998년 3월 18일)
- 《The Last Live》 (2001년 5월 30일)

### 리믹스 앨범
- 《Trance X》 (2002년 12월 4일)

### 컬렉션 앨범
- 《X SINGLES》 (1993년 11월 21일)
- 《B.O.X ~Best Of X~》 (1996년 3월 21일)
- 《BALLAD COLLECTION》 (1997년 12월 19일)
- 《Singles ~Atlantic Years~》 (1997년 12월 25일)
- 《Star Box》 (1999년 1월 30일)
- 《PERFECT BEST》 (1999년 2월 24일)
- 《X JAPAN BEST ~FAN'S SELECTION~》 (2001년 12월 19일)
- 《THE WORLD ~X JAPAN 初の全世界ベスト~》(2014년 6월 17일)

### 컴플레이션 앨범
- 《Heavy Metal Force Ⅲ》 (1985년 11월 7일)
- 《Skull Thrash Zone Volume Ⅰ》 (1987년 3월 7일)
- 《History of Extasy 15th Anniversary》 (2000년 6월 21일)
- 《FUN》 (2007년)
- 《Piano Days - Kimi to Kiita Love Song》 (2007년 10월 24일)
- 《Climax -Dramatic Songs-》 (2007년 8월 22일)

### 인디즈 시대의 음악
- 《BREAK THE DARKNESS》작사,작곡：요시키
- 《ENDLESS DREAM》작사,작곡：요시키
- 《FEEL ME TONIGHT》
- 《FEEL'S DAMAGE(INSTALL)》
- 《LADY IN TEARS》작사：요시키&테리 , 작곡：요시키
- 《NO CONNEXION》작사,작곡：요시키
- 《ONLY WAY》작사：준&토시 / 작곡：준
- 《RIGHT NOW》작사·작곡：준
- 《STOP BLOODY RAIN》작사,작곡：요시키
- 《TIME TRIP LOVING》 작사：토시, 작곡：준
- 《TUNEUP BABY》 작사,작곡：준
- 《WE ARE X》

BREAK THE DARKNESS는 HEAVY METAL FORCE III에, NO CONNEXION는 SKULL THRASH ZONE Vol.1에 수록되고 있다.

### VHS / DVD
- 《BLUE BLOOD TOUR 폭발 직전 GIG》(BLUE BLOOD TOUR 爆発寸前GIG)
- 《자극!VISUAL SHOCK Vol.2》 (刺激!VISUAL SHOCK Vol.2)
- 《“CELEBRATION” VISUAL SHOCK Vol.2,5》
- 《VISUAL SHOCK Vol.3 자극 2 -꿈 속에만 살아-》 (VISUAL SHOCK Vol.3 刺激2 -夢の中にだけ生きて-)
- 《VISUAL SHOCK Vol.3,5 SAY ANYTHING》
- 《VISUAL SHOCK Vol.4 파멸을 향하여》 (VISUAL SHOCK Vol.4 破滅に向かって)
- 《X CLIPS》
- 《DAHLIA THE VIDEO VISUAL SHOCK #5》
- 《DAHLIA TOUR FINAL 》
- 《CLIPS II》
- 《THE LAST LIVE VIDEO》
- 《ART OF LIFE - 1993.12.31 TOKYO DOME》
- 《파란 밤 완전판》 (青い夜 完全版)
- 《하얀 밤 완전판》 (白い夜 完全版)
- 《X JAPAN RETURNS 완전판》(X JAPAN RETURNS 完全版)
- 《X JAPAN Showcase in L.A. Premium Prototype》

### LIVE / GIG
- 《파멸을 향하여》(破滅に向かって)(1992/1/5 - 1/7)
- 《X JAPAN Returns》(1993.12.30 - 12.31)
- 《X JAPAN 푸른밤.하얀밤》(1994.12.30 - 12.31)
- 《DAHLIA TOUR FINAL》(1996.12.30 - 1996.12 31)
- 《THE LAST LIVE~최후의 밤~》(1997/12/31)